# Syzygium hirtum
Syzygium hirtum är en myrtenväxtart som först beskrevs av Pieter Willem Korthals, och fick sitt nu gällande namn av Elmer Drew Merrill och Lily May Perry. Syzygium hirtum ingår i släktet Syzygium och familjen myrtenväxter. Inga underarter finns listade i Catalogue of Life.